# Papradno
Papradno (hongrois : Kosárfalva) est un village de Slovaquie situé dans la région de Trenčín.

## Histoire
La première mention écrite du village date de 1525.

## Démographie

### Évolution de la population
| Année:               | 1994. | 2004.   | 2014.   | 2024.   |
| -------------------- | ----- | ------- | ------- | ------- |
| Nombre de personnes: | 2724  | 2540    | 2543    | 2357    |
| Différence:          |       | -6,75 % | +0,11 % | -7,31 % |

| Année:               | 2023. | 2024.   |
| -------------------- | ----- | ------- |
| Nombre de personnes: | 2394  | 2357    |
| Différence:          |       | -1,54 % |